# Schweizer Schule Neapel
Die Schweizer Schule Neapel – Scuola Svizzera di Napoli – war eine Auslandschweizerschule, die im 19. Jahrhundert gegründet und 1984 geschlossen wurde.

## Gemeindeschule der evangelischen deutschen Gemeinde
Im 19. Jahrhundert lebten wohlhabende Schweizer Kaufleute, Unternehmer, Spediteure und Bankiers in Neapel. Sie gründeten ihre eigenen Institutionen, unter anderem im Jahre 1839 die Gemeindeschule der evangelischen deutschen (d. h. deutschsprachigen) Gemeinde, nachdem der Initiant, Pastor L. Vallette, die Erlaubnis erhalten hatte, die erste evangelische Schule in Neapel zu gründen. Zuvor hatte bereits unter König Joachim Murat 1811 Georg Franz Hofmann, ein Mitarbeiter Pestalozzis, ein internationales, überkonfessionelles Knabeninstitut eröffnet, das aber 1816 der bourbonischen Reaktion zum Opfer gefallen war. Der evangelischen Gemeinde gehörten mehrheitlich Schweizer und Deutsche an, und die Schule stand ihren Kindern offen. Nach der Einigung Italiens durften auch italienische Kinder die evangelische Gemeindeschule besuchen. Bis 1866 befand sie sich in den Räumlichkeiten der Preussischen Gesandtschaft an der Via Cappella Vecchia.

## Von derInternationalen Schule der Evangelischen Gemeinde deutscher SprachezurSchweizer Schule
Im Jahre 1866 traten die französischsprachigen Mitglieder aus der evangelischen Gemeinde aus und gründeten ihre eigene Gemeinde. Die Schule zog darauf unter dem Namen Internationale Schule der Evangelischen Gemeinde deutscher Sprache an die Via Egiziaca in Pizzofalcone um. Die Schule wurde stetig erweitert und zählte 1933 zehn Klassen. Die Schule war gemeinhin auch als auch Deutsche Schule bekannt, was sich nicht auf das Land, sondern auf die Sprache bezog. Trotzdem wurde diese Bezeichnung im Ersten Weltkrieg zur Belastung. Unmittelbar nach dem Ersten Weltkrieg wurde die Schule in Schweizer Schule umbenannt, nachdem die deutschen Lehrer und Schüler mit ihren Familien Italien verlassen hatten; zudem musste auf Wunsch der italienischen Behörden die Direktion ausgewechselt und durch Schweizer Personal ersetzt werden.

## Schülerstatistik und Entwicklung bis zum Ersten Weltkrieg
Die Schülerzahl war im Laufe der Jahre grossen Schwankungen unterworfen. Im Jahre 1866 besuchten 88 Schüler die Schule. 1884 zählte die Schule bereits 146 Schüler. 1887 wurden reine Mädchen- und reine Knabenklassen eingerichtet. Während der ersten Dekade des 20. Jahrhunderts schwankte die Schülerzahl zwischen 170 und 200. Im Schuljahr 1905/1906 besuchten 98 Jungen und 62 Mädchen die Schule. Die Schülerschaft setzte sich wie folgt zusammen: 43 Deutsche, 28 Schweizer, 5 Österreicher, ein Däne und 81 Italiener. Kurz vor Ausbruch des Ersten Weltkriegs zählte die Schule 180 Schüler, die Hälfte davon Schweizer und Deutsche. Parallel zum Rückgang der deutschsprachigen Gemeinde, die die Schule finanziell getragen hatte, ging während des Krieges auch die Zahl der deutschsprachigen Schüler zurück.

## DieScuola Svizzera di Napoliim 20. Jahrhundert
Am Ende des Ersten Weltkrieges zählte die deutschsprachige evangelische Gemeinde nur noch 68 Mitglieder und wies eine defizitäre finanzielle Situation vor. Zu diesem Zeitpunkt stellten die Schüler italienischer Nationalität die zahlenmässig grösste Gruppe dar, ein Umstand, der die weitere Entwicklung in den folgenden Jahrzehnten bis hin zur Schliessung der Schule in den 1980er Jahren prägen sollte. In der Schule wurde Deutsch zur Fremdsprache.
Nach Kriegsende erhielt die Schweizerschule in Neapel, wie andere Auslandschweizerschulen auch, erstmals einen Unterstützungsbeitrag seitens des Bundes. Trotzdem blieb die Finanzlage der Schule prekär, und es wurden zunehmend Kinder italienischer Nationalität aufgenommen, wodurch der schweizerische Charakter der Schule allmählich zurückging.
Von 1923 bis 1927 stand der Germanist Jakob Job als Direktor der Schweizerschule Neapel vor.
Von 1933 bis 1967 befand sich die Schweizerschule an der Piazza Amedeo. Kurz vor Ausbruch des Zweiten Weltkriegs zählte die Schule 176 Schüler, davon 120 Italiener und nur 30 Schweizer. Nach Ende des Zweiten Weltkriegs wurden erneut sehr viele italienische Kinder aufgenommen und die Lehrpläne einer Revision unterzogen; Italienisch wurde zur Unterrichtssprache. Im Jahre 1965 wurde ein neues, geräumiges Schulhaus an der Via Manzoni eingeweiht. Eine Plastik von Bernhard Luginbühl zierte den Schulhof. Zugleich ging in jenen Jahren die Zahl der Schweizerschüler immer mehr zurück. Im Jahre 1967 betrug ihr Anteil nur noch 20 %. Der Bund entzog der Schule die Bundessubvention, was 1984 zur Schliessung der Schule führte.

## Bekannte Schüler
- Reinhard Dohrn (1880–1962), deutscher Zoologe, Leiter der Zoologischen Station Neapel, Bruder von Wolf und Harald Dohrn
- Harald Dohrn (1885–1945, erschossen) und Wolf Dohrn (1878–1914) hatten 1912 die Leitung des Festspielhauses Hellerau bei Dresden inne
- Blaise Cendrars (1887–1961) (eigentlich Frédéric Louis Sauser), Schweizer Schriftsteller.[24]
- Georges Sauser (1884–1966), Schweizer Jurist, Universitätsprofessor, Bruder von Blaise Cendrars.[25]
- Guido Miescher (1887–1961), Schweizer Dermatologe und Professor an der Universität Zürich.[26]
- Erich Rothacker (1888–1965), deutscher Philosoph und Soziologe, NSDAP-Mitglied.[27]